# Mercus-Garrabet
Mercus-Garrabet (okzitanisch: Mèrcus, Garravet e Amplanh) ist eine französische Gemeinde mit 1.226 Einwohnern (Stand: 1. Januar 2022) im Département Ariège in der Region Okzitanien (vor 2016: Midi-Pyrénées). Die Gemeinde gehört zum Arrondissement Foix, zum Kanton Sabarthès und zum 1994 gegründeten Gemeindeverband Pays de Tarascon. Die Bewohner nennen sich Mercusiens-Garrabetois.

## Geografie
Mercus-Garrabet liegt etwa neun Kilometer südsüdöstlich von Foix im Regionalen Naturpark Pyrénées Ariégeoises an der Ariège. Umgeben wird Mercus-Garrabet von den Nachbargemeinden Montoulieu im Norden und Nordwesten, Saint-Paul-de-Jarrat im Osten und Nordosten, Cazenave-Serres-et-Allens im Südosten, Arnave und Bompas im Süden sowie Arignac im Westen.
Durch die Gemeinde führt die Route nationale 20.

## Bevölkerungsentwicklung
| Jahr \| 1962               | 1968 | 1975 | 1982 | 1990 | 1999 | 2008 | 2019 |
| Einwohner\| 586            | 869  | 944  | 972  | 925  | 1005 | 1119 | 1203 |
| -------------------------- | ---- | ---- | ---- | ---- | ---- | ---- | ---- |
| Quellen: Cassini und INSEE |      |      |      |      |      |      |      |

## Sehenswürdigkeiten
- Kirche Saint-Louis von Mercus aus dem 12. Jahrhundert, seit 1910 Monument historique
- Teufelsbrücke von Garrabet

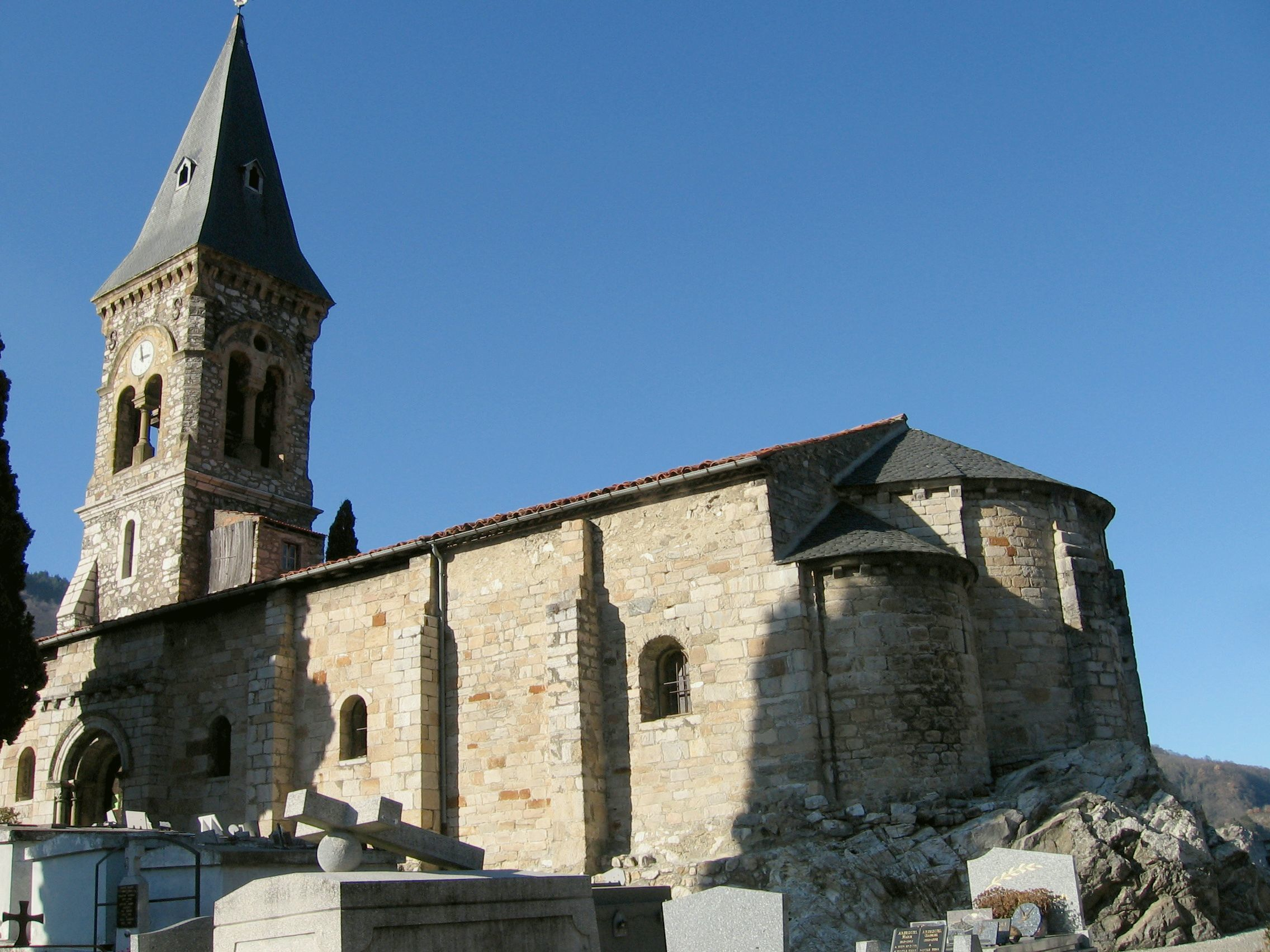
Kirche Saint-Louis
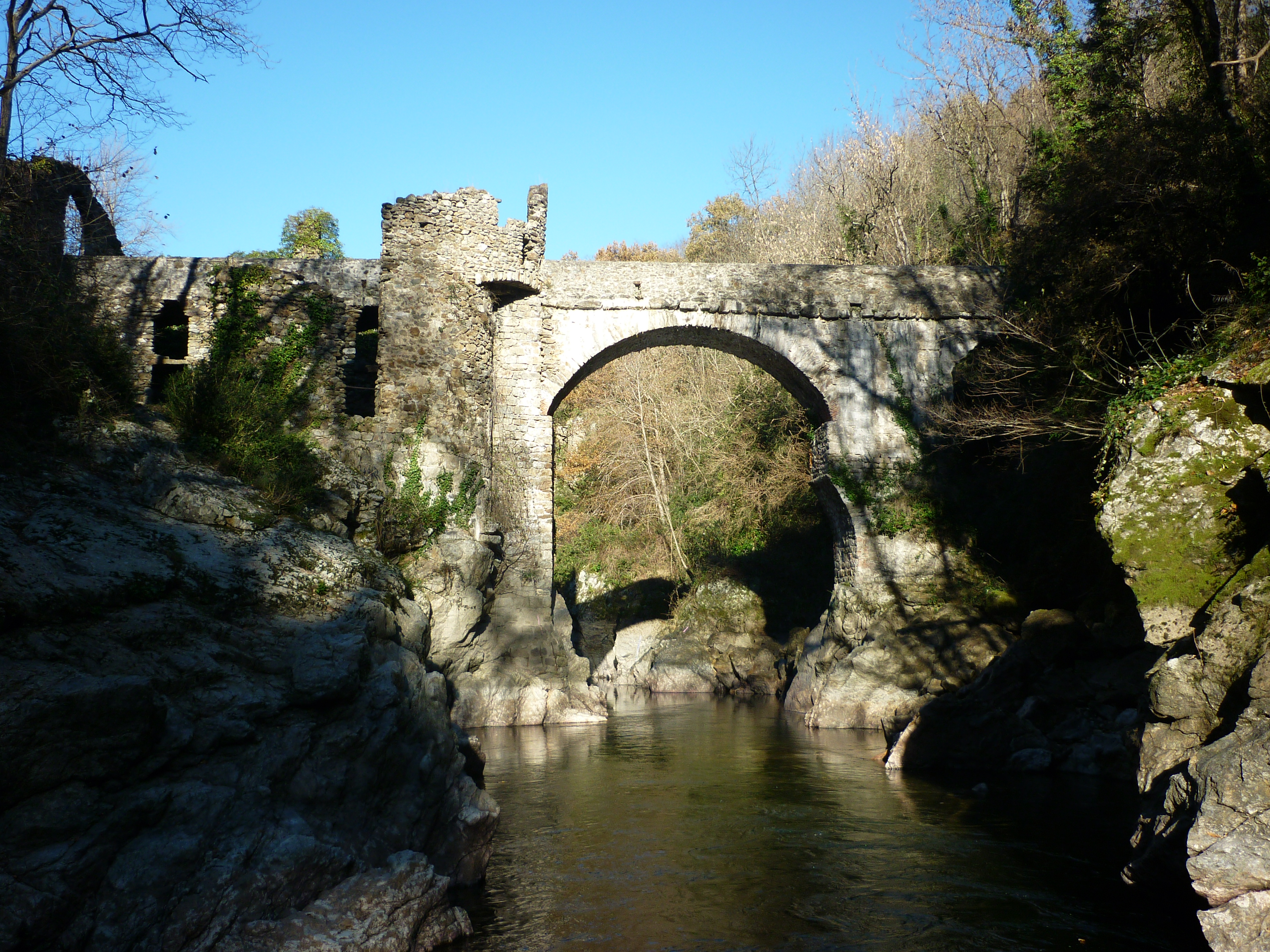
Teufelsbrücke